# 毛疏花针茅
毛疏花针茅（学名：Stipa penicillata var. hirsuta）为禾本科针茅属下的一个变种。

## 扩展阅读
- 維基物種上的相關：毛疏花针茅